# Alexandru cel Rău
Alexandru cel Rău (n. secolul al XVI-lea – d. 20 martie 1597, Constantinopol, Imperiul Otoman) a fost domn în Țara Românească între august 1592 și septembrie 1593. 

## Biografie
A fost fiul lui Bogdan Lăpușneanu și nepotul lui Alexandru Lăpușneanu.
A fost omorât în 1597 la porunca sultanului.